# George Caldwell
George Alfred Caldwell (* 18. Oktober 1814 in Columbia, Kentucky; † 17. September 1866 in Louisville, Kentucky) war ein US-amerikanischer Politiker. Zwischen 1843 und 1851 vertrat er zweimal den Bundesstaat Kentucky im US-Repräsentantenhaus.

## Leben
George Caldwell besuchte die öffentlichen Schulen seiner Heimat. Nach einem anschließenden Jurastudium und seiner 1837 erfolgten Zulassung als Rechtsanwalt begann er im Adair County zu praktizieren. Er wurde Mitglied der Demokratischen Partei. Zwischen 1839 und 1840 war er Abgeordneter im Repräsentantenhaus von Kentucky.
Bei den Kongresswahlen des Jahres 1842 wurde er im vierten Wahlbezirk von Kentucky in das US-Repräsentantenhaus in Washington, D.C. gewählt, wo er am 4. März 1843 die Nachfolge von Bryan Owsley (Whig Party) antrat. Bis zum 3. März 1845 absolvierte Caldwell zunächst eine Legislaturperiode im Kongress. In dieser Zeit war er Vorsitzender des Ausschusses zur Kontrolle der Ausgaben des Finanzministeriums. Diese Sitzungsperiode war von den Spannungen zwischen Präsident John Tyler und den Whigs geprägt. Außerdem wurde damals über eine Annexion der seit 1836 von Mexiko unabhängigen Republik Texas diskutiert. Diese 1845 vollzogene Annexion führte umgehend zum Mexikanisch-Amerikanischen Krieg.
An diesem Krieg nahm George Caldwell als Oberstleutnant der amerikanischen Streitkräfte teil. Er zeichnete sich unter anderem während der Schlacht von Chapultepec aus. Nach Kriegsende setzte Caldwell seine politische Laufbahn fort. Im Jahr 1848 wurde er erneut im vierten Distrikt von Kentucky in den Kongress gewählt, wo er am 4. März 1849 Aylette Buckner ablöste. In seiner bis zum 3. März 1851 laufenden Legislaturperiode war er erneut Vorsitzender des Ausschusses zur Kontrolle des Finanzministeriums. Damals wurde im Parlament heftig über die Frage der Sklaverei gestritten. Politischer Höhepunkt war der von Henry Clay eingebrachte Kompromiss von 1850.
1850 verzichtete Caldwell auf eine erneute Kandidatur für den Kongress. In den folgenden Jahren praktizierte er wieder als Anwalt in Louisville. Im August 1866 war er Delegierter zur National Union Convention in Philadelphia. George Caldwell starb am 17. September 1866 in Louisville und wurde dort auch beigesetzt. Er war Sklavenhalter.